# Around the Bend
Around the Bend (Brasil: Segredos de Família ) é um filme de estrada dirigido por Jordan Roberts e lançado em 2004.